# 1996 (canción)
«1996» es el track número 13 del álbum de estudio de 1996, Antichrist Superstar de Marilyn Manson.

## Apariciones
- Antichrist Superstar

## Versiones
- «1996» – Aparece en Antichrist Superstar
- «1996» (Demo) –Puesto en línea por Scott Putesky en 2011 y aparece en "Antichrist Final Songs".

- Datos: Q22341401